# Tim Berrett
Tim Berrett, wł. Timothy B.Berrett (ur. 23 stycznia 1965 w Royal Tunbridge Wells) – kanadyjski lekkoatleta, chodziarz, dwukrotny medalista igrzysk Wspólnoty Narodów, pięciokrotny olimpijczyk.
Urodził się w Anglii, ale reprezentował Kanadę. Jako pierwszy lekkoatleta dziewięciokrotnie brał udział w mistrzostwach świata.
Jest absolwentem Brasenose College w Oksfordzie oraz Queen’s University. W 1997 uzyskał stopień doktora na Uniwersytecie Alberty.
Jego żona Tara Croxford była reprezentantką Kanady w hokeju na trawie, uczestniczką letnich igrzysk olimpijskich w 1992.

## Kariera sportowa
Zajął 22. miejsce w chodzie na 20 kilometrów oraz 15. miejsce w chodzie na 50 kilometrów na mistrzostwach świata w 1991 w Tokio. Na igrzyskach olimpijskich w 1992 w Barcelonie zajął 14. miejsce w chodzie na 20 kilometrów i został zdyskwalifikowany w chodzie na 50 kilometrów. Zajął 4. miejsce w chodzie na 5000 metrów na halowych mistrzostwach świata w 1993 w Toronto oraz 20. miejsce w chodzie na 20 kilometrów i 7. miejsce w chodzie na 50 kilometrów na mistrzostwach świata w 1993 w Stuttgarcie.
Zdobył srebrny medal w chodzie na 30 kilometrów na igrzyskach Wspólnoty Narodów w 1994 w Victorii, ulegając Nicholasowi A’Hernowi z Australii, a wyprzedzając Scotta Nelsona z Nowej Zelandii. Zajął 14. miejsce w chodzie na 50 kilometrów na mistrzostwach świata w 1995 w Göteborgu oraz 10. miejsce w tej konkurencji na igrzyskach olimpijskich w 1996 w Atlancie. Nie ukończył chodu na 50 kilometrów na mistrzostwach świata w 1997 w Atenach. Na igrzyskach Wspólnoty Narodów 1998 w Kuala Lumpur zajął 11. miejsce w chodzie na 20 kilometrów i nie ukończył chodu na 50 kilometrów, a na mistrzostwach świata w 1999 w Sewilli został zdyskwalifikowany w chodzie na 50 kilometrów.
Na igrzyskach olimpijskich w 2000 w Sydney zajął 26. miejsce w chodzie na 20 kilometrów i został zdyskwalifikowany w chodzie na 50 kilometrów. Zajął 19. miejsce w chodzie na 50 kilometrów na mistrzostwach świata w 2001 w Edmonton.
Zdobył brązowy medal w chodzie na 50 kilometrów na igrzyskach Wspólnoty Narodów w 2002 w Manchesterze, przegrywając jedynie z Nathanem Deakesem z Australii i Craigiem Barrettem z Nowej Zelandii. Na mistrzostwach świata w 2003 w Paryżu zajął 19. miejsce na tym dystansie, a na igrzyskach olimpijskich w 2004 w Atenach 31. miejsce w tej konkurencji. Zajął 11. miejsce w chodzie na 50 kilometrów na mistrzostwach świata w 2005 w Helsinkach oraz 5. miejsce w tej konkurencji na igrzyskach Wspólnoty Narodów w 2006 w Melbourne.
Na swych dziewiątych mistrzostwach świata w 2007 w Osace zajął 19. miejsce w chodzie na 50 kilometrów, a na swych piątych igrzyskach olimpijskich w 2008 w Pekinie 38. miejsce na tym dystansie. 
Siedmiokrotnie startował w pucharze świata, zajmując następujące miejsca: 1991 w San Jose (20 km) – 22. miejsce,  (50 km) – nie ukończył,  1993 w Monterrey (50 km) – 5. miejsce, 1995 w Pekinie (50 km) – zdyskwalifikowany, 1997 w Poděbradach (50 km) – zdyskwalifikowany, 1999 w Mézidon-Canon (20 km) – 47. miejsce, 2004 w Naumburgu (20 km) – 60. miejsce i 2006 w La Corunie (50 km) – 39. miejsce.
Był mistrzem Kanady w chodzie na 10 kilometrów w 1994 oraz w chodzie na 20 kilometrów w latach 1992, 1993, 1998, 2001 i 2003–2008 oraz wicemistrzem na 20 kilometrów w latach 1988–1991, 1999, 2000 i 2002.

## Rekordy życiowe
Berrett miał następujące rekordy życiowe:
- chód na 3000 metrów – 11:19,60 (20 kwietnia 1992, Tonbridge)
- chód na 10 000 metrów – 43:04,09 (25 sierpnia 1983, Schwechat)
- chód na 10 kilometrów – 46:14 (23 stycznia 2004, Brisbane)
- chód na 20 000 metrów – 1:22:27,0 (9 czerwca 1996, Edmonds)
- chód na 20 kilometrów – 1:21:46 (2000)
- chód na 30 kilometrów – 2:15:21 (15 stycznia 2006, Chula Vista)
- chód na 50 kilometrów – 3:50:20 (21 marca 2004, Tijuana)